# André Martin (Physiker)
André Martin (* 20. September 1929; † 11. November 2020) war ein französischer theoretischer Elementarteilchenphysiker.
Martin war ab 1959 am CERN und ab 1964 permanentes Mitglied der Theorieabteilung. 1994 ging er dort offiziell in den Ruhestand, blieb aber weiter am CERN wissenschaftlich aktiv.
Er entwickelte 1965 eine theoretische Begründung für eine Obergrenze (Froissart-Grenze, auch Froissart-Martin-Grenze) für das Wachstum des Gesamtwirkungsquerschnitt bei der Streuung zweier Teilchen mit der Energie. Später befasste er sich mit Quarkonium-Systemen und mathematischen Eigenschaften der für dieses System zur Anwendung kommenden Schrödingergleichung.
2010 erhielt er die Pomerantschuk-Medaille (für seine Arbeit über die analytischen Eigenschaften der Streumatrix in den 1960er Jahren) und 2007 die Gian Carlo Wick Goldmedaille der World Federation of Scientists. Er war ab 1980 korrespondierendes Mitglied der Académie des sciences und ab 2000 ordentliches Mitglied der Academia Europaea.

## Schriften
- Scattering theory: unitarity, analyticity and crossing (= Lecture Notes in Physics. Band 3). Springer, 1969.
- mit Franklin Cheung: Analyticity properties and bounds on scattering amplitudes. Gordon and Breach, 1970.
- mit Harald Grosse: Particle physics and the Schrödinger equation. Cambridge University Press, 1997.